# Wigger (Ethnophaulismus)

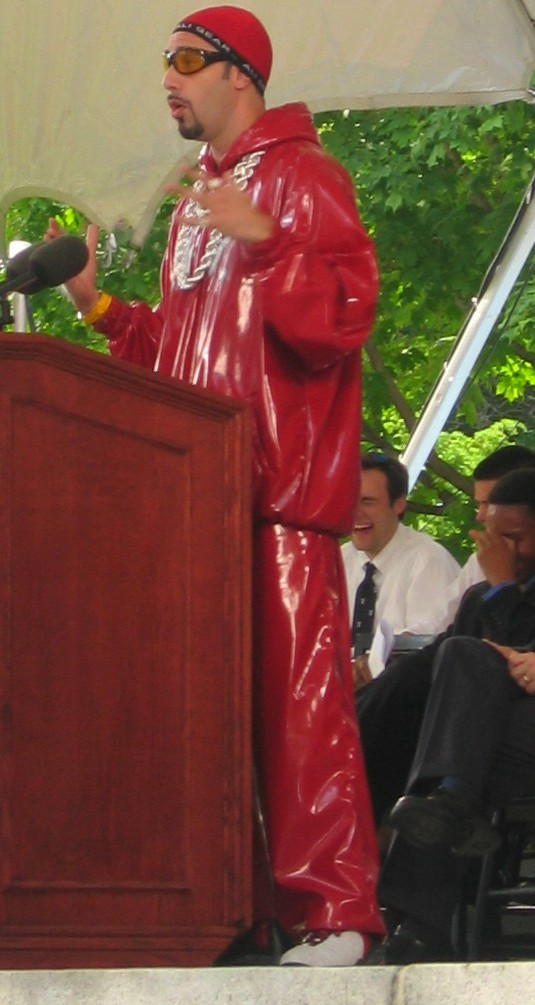
Sacha Baron Cohen als Ali G (als Beispiel eines „Wiggers“) hält eine Rede zum Klassentag in der Harvard-Universität, 2004.

Wigger (auch Wigga) ist eine umgangssprachliche, abschätzige Bezeichnung für einen Weißen, der das Verhalten, die Ausdrucksweise und den Kleidungsstil Schwarzer vor allem der afro-amerikanischen Subkultur in den USA imitiert. Der Begriff ist ein englisches Portmanteauwort aus white („weiß“) und Nigger.
Eine frühe literarische Beschäftigung mit dem Phänomen des Wiggers findet sich in Norman Mailers Essay The White Negro (1957), in dem er eine Gruppe junger Weißer in den 1920ern bis 1940ern beschreibt, die Jazz und Swing so sehr mochten, dass sie die Kultur der Schwarzen als ihre eigene annahmen.